# 绵毛负鼠属
綿毛負鼠屬（学名：Caluromys），哺乳綱美洲有袋类的一屬，屬於負鼠科綿毛負鼠亞科，模式种为南美绵毛负鼠。
與綿毛負鼠同科的動物尚有黑肩負鼠屬（黑肩負鼠）、雅負鼠屬（雅負鼠）等之數種。

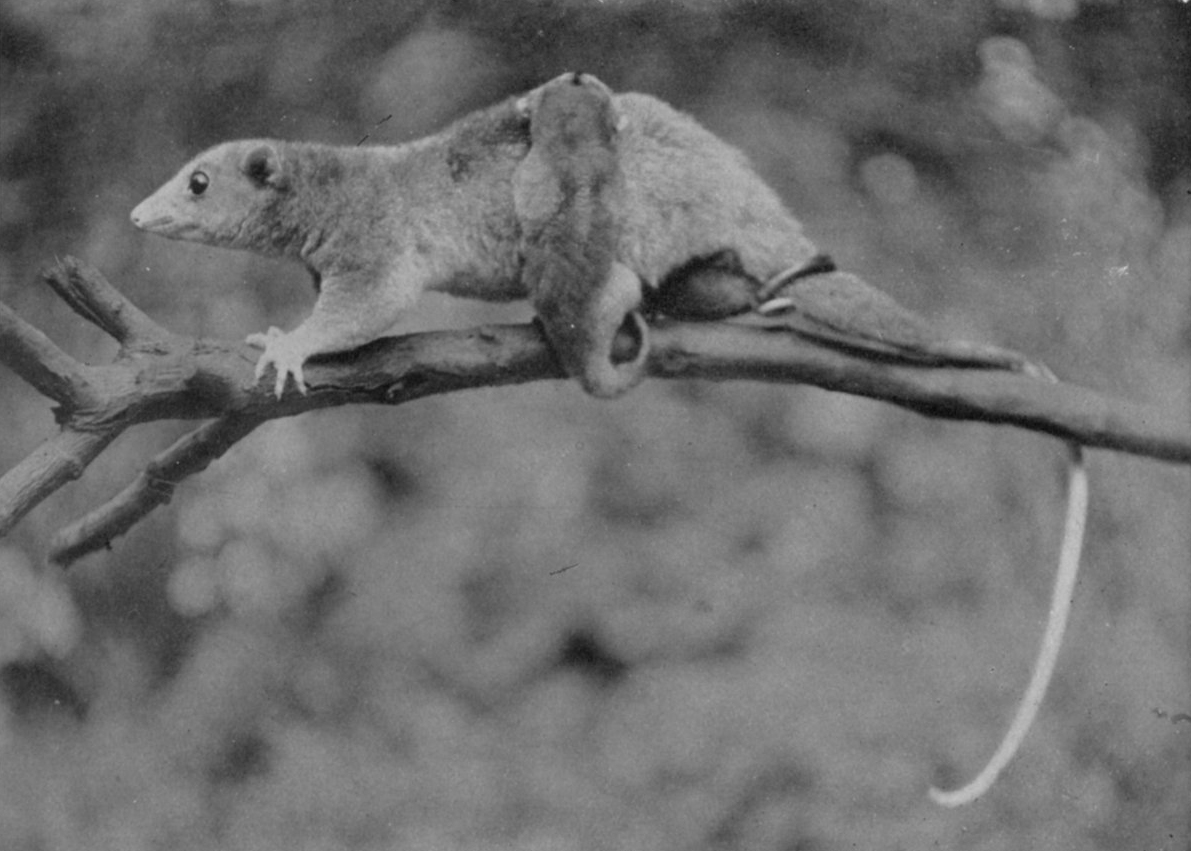
负着幼仔的绵毛负鼠

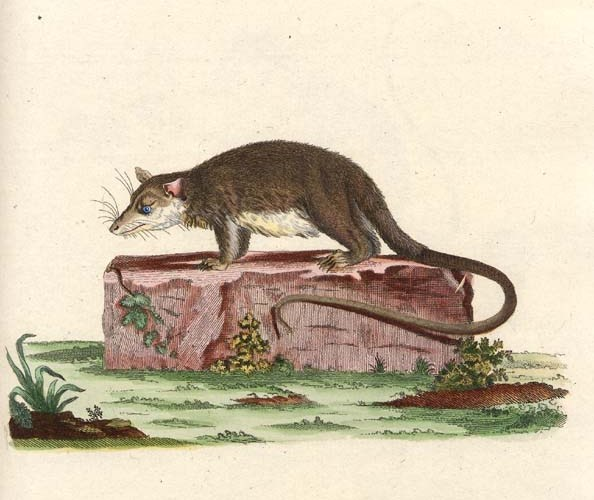
图绘南美绵毛负鼠

## 下属物种
本属包括以下物种：
- 中美绵毛负鼠 Caluromys derbianus (Waterhouse, 1841)
- 豐毛負鼠 Caluromys lanatus (Olfers, 1818)[1]
- 南美绵毛负鼠 Caluromys philander (Linnaeus, 1758)